# Celles (Cantal)
Celles korábbi község (település) Franciaországban, Cantal megyében. 2016. december 1-jén Chavagnac, Neussargues-Moissac és Sainte-Anastasie községekkel egyesült és Neussargues en Pinatelle új község része lett.
Lakosainak száma 217 fő (2022. január 1.). Celles La Chapelle-d’Alagnon, Coltines, Ussel, Virargues, Neussargues-Moissac és Chalinargues községekkel határos.

## Népesség
A település népességének változása:

| 2022 | 217 |